# Luciano Bergamin
Luciano Bergamin CRL (ur. 4 maja 1944 w Loira) – włoski duchowny rzymskokatolicki posługujący w Brazylii, w latach 2002-2019 biskup Nova Iguaçu.

## Życiorys
Wstąpił do zgromadzenia Kanoników Regularnych Laterańskich, w którym złożył profesję zakonną 2 października 1960. Święcenia kapłańskie przyjął 10 kwietnia 1969. Zaraz po nich wyjechał do Brazylii, gdzie podjął pracę duszpasterską. Był ponadto mistrzem nowicjatu oraz profesorem filozofii w Instytucie Wincentyńskim w Kurytybie i teologii w Instytucie Piusa XI w São Paulo.

### Episkopat
5 kwietnia 2000 został mianowany przez papieża Jana Pawła II biskupem pomocniczym diecezji Santo Amaro i biskupem tytularnym Octabii. Sakry biskupiej udzielił mu 20 maja tegoż roku ówczesny biskup tejże diecezji, Fernando Antônio Figueiredo.
24 lipca 2002 został mianowany biskupem diecezji Nova Iguaçu. 15 maja 2019 przeszedł na emeryturę.